# Marienbad
Pour les articles homonymes, voir Marienbad (homonymie).
Marienbad (en français,, et en allemand) ou Mariánské Lázně (en tchèque) est une ville et une station thermale du district de Cheb, dans la région de Karlovy Vary, en Tchéquie. Sa population s'élevait à 14 052 habitants en 2025.

## Géographie
Marienbad est située à 25 km au sud-est de Cheb, à 29 km à l'est de Waldsassen (Allemagne), à 33 km au sud-sud-ouest de Karlovy Vary et à 125 km à l'ouest de Prague.
La commune est limitée par Lázně Kynžvart au nord, par Prameny au nord-est, par Mnichov, Zádub-Závišín et Vlkovice à l'est, par Chodová Planá au sud, et par Trstěnice, Drmoul, Velká Hleďsebe, Valy et Lázně Kynžvart à l'ouest.
Elle est située à 600 mètres d'altitude au milieu de la forêt de Slavkov.

## Population
Recensements ou estimations de la population :
| 1869* | 1880* | 1890* | 1900* | 1910* | 1921*  | 1930*  |
| ----- | ----- | ----- | ----- | ----- | ------ | ------ |
| 2 582 | 4 075 | 4 942 | 6 424 | 9 123 | 10 183 | 11 794 |

| 1950* | 1961*  | 1970*  | 1980*  | 1991*  | 2001*  | 2014   |
| ----- | ------ | ------ | ------ | ------ | ------ | ------ |
| 9 261 | 12 882 | 13 559 | 14 930 | 15 382 | 14 741 | 13 289 |

| 2015   | 2016   | 2017   | 2018   | 2019   | 2020   | 2021   |
| ------ | ------ | ------ | ------ | ------ | ------ | ------ |
| 13 283 | 13 224 | 13 042 | 12 970 | 12 800 | 12 795 | 12 752 |

## Histoire et thermalisme

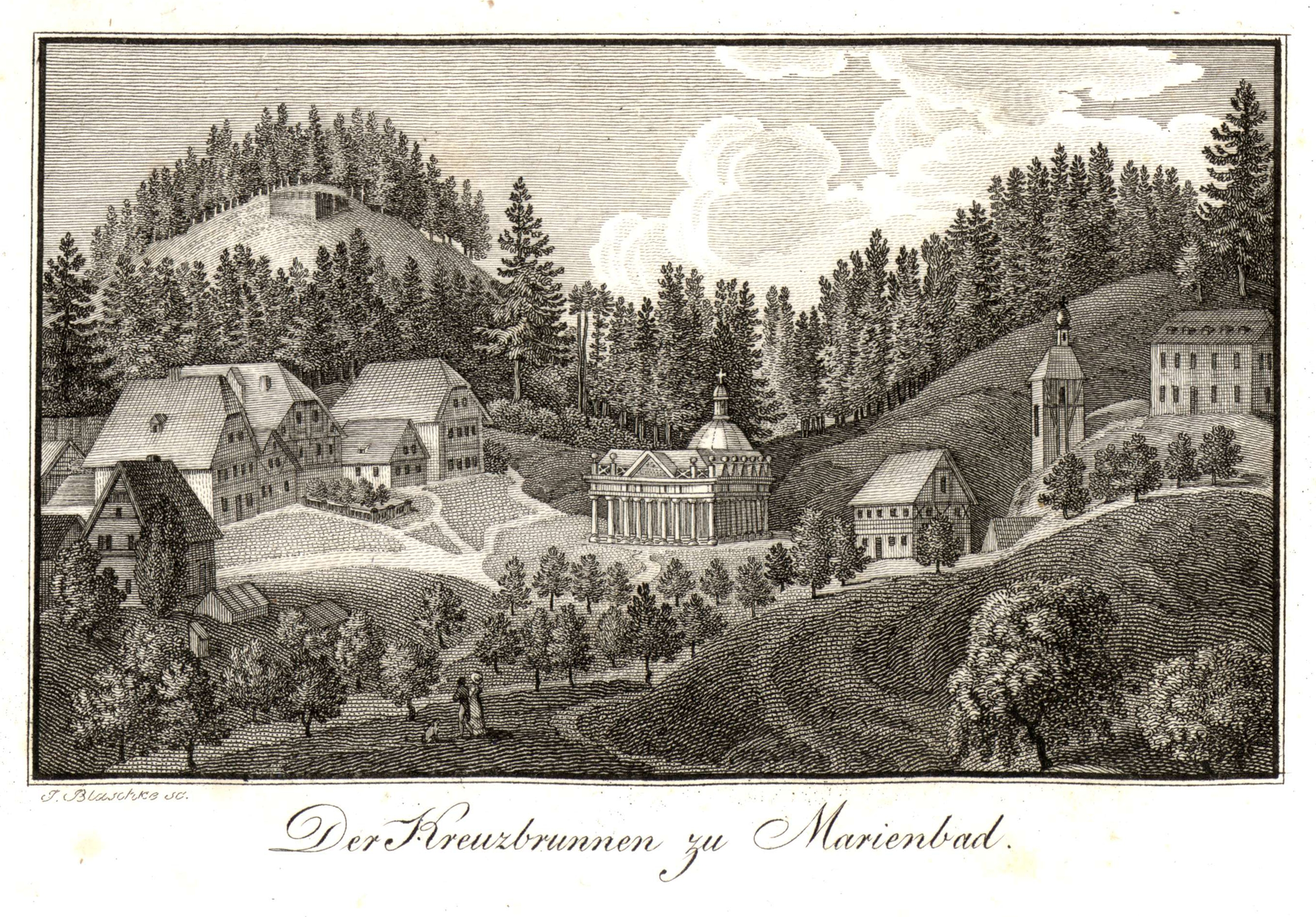
Marienbad en 1815.

Les sources de Marienbad sont mentionnées pour la première fois en 1528 dans une lettre du roi Ferdinand mais ne sont exploitées que depuis 1808. Ces terres appartenaient au monastère de Teplá. Le paysagiste Václav Skalník transforme alors 700 ha de marais en jardin anglais, auquel sont ajoutés des squares, parcs, statues, fontaines, ainsi que des complexes balnéaires, un casino et la Kolonada, qui comprend des pylônes métalliques influencés par le travail de Gustave Eiffel et de riches ornements. L'arrivée du chemin de fer lui permet de concurrencer Carlsbad comme cité thermale et de recevoir 40 000 curistes par an.
Les vertus des eaux de Mariánské Lázně sont connues depuis le XIVe siècle ; en 1813, elle devient station thermale publique. On compte au total une quarantaine de sources qui sont toutes froides et de compositions chimiques différentes, mais qui contiennent toutes du gaz carbonique (CO2) et sont souvent aussi ferrugineuses (riches en ions Fe2+ dissous). On y traite en premier lieu les maladies des reins et des voies urinaires, puis les troubles du métabolisme, les maladies des voies respiratoires et celles de la peau.
La Première Guerre mondiale met fin à cette période faste.
Sous le régime communiste, les spas sont ensuite nationalisés et réservés aux « travailleurs méritants » et aux hiérarques du régime. Ils sont re-privatisés dans les années 1990.

## Transports
La ville est dotée d'un réseau d'autobus et de trolleybus, exploité par la compagnie Městská dopravy Mariánské Lázně.

## Marienbad et les arts
- Le poète allemand Goethe compose une Élégie de Marienbad pour y faire part de sa douleur lorsque la jeune Ulrike von Levetzow, rencontrée en 1821 lors d'un séjour de cure, refuse sa demande de mariage.
- L'Année dernière à Marienbad, dont aucune scène n'a été tournée à Mariánské Lázně, est un film en noir et blanc multi-national réalisé par Alain Resnais, sorti en 1961, qui remporte le lion d'or de la Mostra de Venise la même année. Une variante d'un jeu de Nim a été popularisée par le film à tel point qu'elle est connue sous le nom de jeu de Marienbad.
- Une chanson de Barbara (paroles de François Wertheimer), inspirée du film d'Alain Resnais s'appelle également Marienbad.

## Jumelages
- Bad Homburg vor der Höhe (Allemagne) depuis 1990
- Chianciano Terme (Italie) depuis 2000
- Marcoussis (France) depuis 2005[9]
- Nijni Taguil (Russie) depuis 2007
- Weiden in der Oberpfalz (Allemagne) depuis 2007
- Malvern (Angleterre) depuis 2013

## Patrimoine
L'UNESCO a inscrit le 24 juillet 2021  Mariánské Lázně au patrimoine mondial dans la série « Grandes villes d'eaux d'Europe » (en anglais : Great spas of Europe).

## Visiteurs célèbres
- Henry Campbell-Bannerman, Premier ministre britannique.
- Frédéric Chopin, compositeur et pianiste polonais.
- Pierre de Coubertin.
- Édouard VII, roi d'Angleterre : il possédait une cabine privée dans l'actuel hôtel Nove Lazne et inaugure en 1905 le Royal Golf Club[7].
- Goethe, poète, romancier, dramaturge, théoricien de l'art et homme d'État allemand.
- Franz Kafka, écrivain praguois.
- Theodor Lessing, philosophe juif allemand, qui y fut assassiné par des nazis.
- Gustav Mahler, compositeur autrichien.
- Friedrich Nietzsche, philosophe allemand.
- Rabbi Sholom Dovber Schneersohn, rabbi de la dynastie des Lubavitch.
- Johann Strauss, compositeur autrichien.
- Mark Twain, écrivain américain.